# Генрих Шпейерский
Генрих Шпейерский, Генрих фон Шпейер, Генрих Вормсский (нем. Heinrich von Speyer, Heinrich von Worms; род. ок. 970, ум. 28 сентября 990/1000) — граф в Вормсгау. Представитель Салической династии. Старший сын Оттона I Каринтийского (ум. 1004), брат папы Григория V (996—999). Отец германского императора Конрада II.

## Семья
Генрих Шпейерский был женат на Адельгейде фон Мец (ум. 1039/1046), сестре графов Адальберта и Герхарда из рода Манфрединов. У них было двое детей:
- Конрад (ок. 990 — 4 июня 1039) — король Германии с 1024 года
- Юдит — вероятно, умерла в раннем детстве.